# Anarchias leucurus
Anarchias leucurus es una especie de pez de la familia de los morénidas en el orden de los Anguilliformes.

## Morfología
Los machos pueden llegar a alcanzar los 11,5 cm de longitud total.

## Distribución geográfica
Se encuentra en la Gran Barrera de Coral, Hawái, las Islas Marquesas y Guam.